# Златоустовский рабочий
«Златоустовский рабочий» — периодическое издание Златоуста.

## История
Первый выпуск газеты вышел в свет в конце 1908 года. Первоначально газета носила название «Красное знамя», затем «Известия Златоустовского уездного исполнительного комитета Совета рабочих и крестьянских депутатов», «Борьба», «Пролетарская мысль», «Большевистское слово». Нынешний заголовок газета получила 25 января 1953 года.
Редакторами газет были: с 1953 г. до 1973 г. А. Т. Тарабрин, В. В. Понуров (1973—1979), М. А. Тарынин (с 1979 до 2001 года), А. М. Хвостова (с конца 1990-х гг. до 2015 года). В декабре 2015 года коллективу был представлен новый руководитель — Денис Андреев. С марта 2017 года по настоящее время главным редактором «ЗР» является Анатолий Мармышев. В 2001-2012 гг. заместителем главного редактора был Заслуженный работник культуры Российской Федерации Ю. Г. Зыков (в редакции газеты - с 1980 года).  
В 2004 году был создан собственный отдел подписки и доставки. При редакции газеты действует литературное объединение «Мартен», которое в феврале 2022 года отметило 95-летие, клуб самодеятельной песни им. Юрия Зыкова, фотоклуб «Пегас». Издание выходит по средам (тираж 3700 экз., 8 полос) и пятницам (4000 экз., 16 полос). На площадке редакции с 1997 года также создаётся газета для семейного чтения «Суббота». 
Среди наград газеты — Почетная Грамота Президиума Верховного Совета РСФСР, присужденная дважды первая премия во Всесоюзном конкурсе им. М. И. Ульяновой. Кроме того, периодическое издание не раз экспонировалось на ВДНХ в павильоне «Советская печать».